# The Tour of Brotherly Love
Il Tour of Brotherly Love fu un tour musicale svoltosi nel 2001 nel Nord America con la partecipazione di Oasis, Black Crowes e Spacehog, tre rock band formate ciascuna da una coppia di fratelli (Noel e Liam Gallagher, Chris e Rich Robinson, Royston e Antony Langdon).
Delle 21 date negli Stati Uniti e in Canada previste furono 2 quelle cancellate. Le band si esibirono in arene e palazzetti di media dimensione. Tre serate si svolsero alla Radio City Music Hall di New York. Prima delle due date al Greek Theatre di Los Angeles, i Black Crowes furono nominati membri della Guitar Center Rockwalk, una walk of fame ("passeggiata della celebrità") che onora gli artisti e le esibizioni musicali più celebri. Noel Gallagher e Slash furono presenti alla cerimonia.
Alla fine di gran parte delle esibizioni Noel Gallagher e Gem Archer degli Oasis e i fratelli Langdon degli Spacehog si unirono ai Black Crowes sul palco, suonando cover di brani di Led Zeppelin, Fleetwood Mac, David Bowie, Pink Floyd e Rolling Stones. Il batterista degli Oasis Alan White saltò il tour per problemi a un pollice e fu rimpiazzato dal fratello maggiore Steve White, batterista di Paul Weller.

## Date
| Data           | Paese       | Città         | Sede                               |
| -------------- | ----------- | ------------- | ---------------------------------- |
| 11 maggio 2001 | Stati Uniti | Las Vegas     | The Joint                          |
| 12 maggio 2001 | Stati Uniti | Santa Barbara | Santa Barbara Bowl                 |
| 14 maggio 2001 | Stati Uniti | Los Angeles   | Greek Theater                      |
| 15 maggio 2001 | Stati Uniti | Los Angeles   | Greek Theater                      |
| 17 maggio 2001 | Stati Uniti | Denver        | Fiddler's Green Amphitheatre       |
| 19 maggio 2001 | Stati Uniti | Saint Paul    | Xcel Energy Center                 |
| 20 maggio 2001 | Stati Uniti | Chicago       | New World Music Theater            |
| 22 maggio 2001 | Canada      | Toronto       | Molson Canadian Amphitheatre       |
| 24 maggio 2001 | Stati Uniti | Cincinnati    | Riverbend Music Center             |
| 25 maggio 2001 | Stati Uniti | Cleveland     | Blossom Music Center               |
| 27 maggio 2001 | Stati Uniti | Wallingford   | Oakdale Theatre                    |
| 29 maggio 2001 | Stati Uniti | Pittsburgh    | A. J. Palumbo Center               |
| 30 maggio 2001 | Stati Uniti | Filadelfia    | Tweeter Center                     |
| 1º giugno 2001 | Stati Uniti | Indianapolis  | Verizon Wireless Music Center      |
| 2 giugno 2001  | Stati Uniti | Clarkston     | Pine Knob Music Theatre            |
| 3 giugno 2001  | Stati Uniti | Darien Lake   | Darien Lake Performing Arts Center |
| 5 giugno 2001  | Stati Uniti | Columbia      | Merriweather Post Pavilion         |
| 7 giugno 2001  | Stati Uniti | New York      | Radio City Music Hall              |
| 8 giugno 2001  | Stati Uniti | New York      | Radio City Music Hall              |
| 9 giugno 2001  | Stati Uniti | New York      | Radio City Music Hall              |
| 11 giugno 2001 | Stati Uniti | Boston        | Tweeter Center                     |

## Scaletta
1. Go Let It Out
2. Columbia
3. Morning Glory
4. Fade Away
5. Some Might Say/Acquiesce
6. Gas Panic!
7. Cigarettes & Alcohol
8. Step Out
9. Slide Away
10. Champagne Supernova
11. Don't Look Back In Anger
12. I Am the Walrus (cover Beatles)